# Moto Gatta
Moto Gatta (auch: Motagata, Moto Gata, Motogatta) ist ein Dorf in der Landgemeinde Tondikiwindi in Niger.

## Geographie
Das von einem traditionellen Ortsvorsteher (chef traditionnel) geleitete Dorf befindet sich rund 22 Kilometer südwestlich des Hauptorts Tondikiwindi der gleichnamigen Landgemeinde, die zum Departement Ouallam in der Region Tillabéri gehört. Zu den Siedlungen in der näheren Umgebung von Moto Gatta zählen Céwane im Nordosten, Harigana im Südosten und Kabéfo im Südwesten.
Moto Gatta liegt im Dünengebiet im Westen Nigers. Es herrscht das Klima der Sahelzone vor, mit einer durchschnittlichen jährlichen Niederschlagsmenge zwischen 300 und 400 mm.

## Geschichte
Der Ortsname setzt sich aus dem Namen des Ortsgründers Moto und dem Wort Gatta für „(Nomaden-)Lager“ zusammen.
Am 28. Januar 2024 griff eine bewaffnete Gruppe auf Motorrädern Moto Gatta an und erschoss ohne ersichtliche Auswahl 22 Zivilisten. Zu den Opfern zählten Mitglieder einer von den Dorfbewohnern gebildeten Selbstverteidigungsmiliz. Die Grenzregion zu Burkina Faso und Mali, in der Moto Gatta liegt, war zuvor bereits seit mehreren Jahren erhöhter Unsicherheit insbesondere auf Grund der Aktivitäten islamistischer Gruppen ausgesetzt.

## Bevölkerung
Bei der Volkszählung 2012 hatte Moto Gatta 688 Einwohner, die in 78 Haushalten lebten. Bei der Volkszählung 2001 betrug die Einwohnerzahl 688 in 71 Haushalten und bei der Volkszählung 1988 belief sich die Einwohnerzahl auf 1046 in 189 Haushalten.

## Wirtschaft und Infrastruktur
Es gibt eine Grundschule im Dorf.